# Tequisquiapan
Tequisquiapan är en ort i Mexiko.   Den ligger i kommunen Tequisquiapan och delstaten Querétaro Arteaga, i den centrala delen av landet, 150 km nordväst om huvudstaden Mexico City. Tequisquiapan ligger 1 881 meter över havet och antalet invånare är 29 799.
Terrängen runt Tequisquiapan är kuperad åt sydost, men åt nordväst är den platt. Runt Tequisquiapan är det ganska tätbefolkat, med 149 invånare per kvadratkilometer. Närmaste större samhälle är San Juan del Río, 18,5 km sydväst om Tequisquiapan. I omgivningarna runt Tequisquiapan växer huvudsakligen savannskog.